# Krystyna Iglicka
Krystyna Iglicka (Varsóvia, 13 de junho de 1964) é uma economista e socióloga polaca  É reitora e professora na Escola de Comércio e Direito de Lazarski   e é conselheira do governo polaco para as Políticas das Migrações. 

## Carreira Académica
As suas áreas de pesquisa incluem as mudanças nos padrões de fertilidade no período de transição demográfica, estratégias e mecanismos de emigração na CEE, mobilidade laboral, Migrações do Este e Oeste Europeu, imigração e modelos de integração, políticas de imigração na União Europeia, padrões das migrações de retorno, fuga de cérebros e mobilidade de mão-de-obra altamente qualificada.

Krystyna Iglicka lecciona as cadeiras de Estatística Empresarial e Métodos Quantitativos em Gestão. É também professora na Academia de Diplomacia do Instituto Polaco de Relações Internacionais. 

Ensinou em várias Universidades polacas, na University College em Londres, e nas Universidades de Glasgow e Birmingham. Participou em conferências e colaborou: com a Escola de Economia de Londres, Universidade de Louven la Neuve, Universidade de Sussex, Universidade Autónoma de Barcelona e, nos Estados Unidos, com as Universidades de Pennsylvania, Michigan, Kent State, Minnesota e Mannheim.

## Consultora e Especialista
Iglicka é consultora e especialista em várias Organizações Internacionais (Comissão Europeia, Organização Internacional para as Migrações, OCDE...) e em vários departamentos do governo polaco (Ministério do Interior e da Administração, Ministério do Trabalho e das Políticas Sociais e Ministério dos Negócios Estrangeiros).

Desde 2002 combina o seu trabalho académico com a presença em vários think-tanks polacos, como o Instituto de Relações Públicas (directora do Programa de Migrações e Políticas para o Leste entre 2000 e 2003) e o Centro de Relações Internacionais (desde 2004 é a coordenadora do Programa para as Migrações e Segurança Interna).      

## Publicações
É autora de cerca de 70 trabalhos científicos sobre migração e demografia

### Exemplos de Publicações em Revistas Científicas
- Iglicka, K., (com T. Maroukis e K. Gmaj), ‘Irregular Migration and Informal Economy In Southern and Central-Eastern Europe: breaking the vicious cycle’, International Migration, 2011, vol. 49 (5), doi:10.1111/j.1468-2435.2011.00709.x

- Iglicka, K., Shuttling from the former Soviet Union to Poland: from primitive mobility into migration, Journal of Ethnic and Migration Studies, 2001, vol. 27, nr. 3, doi:10.1080/136918301200266202, ISSN 1369-183X, Online ISSN: 1469-9451

- Iglicka, K., Migration from and into Poland in the light of the East-West European Migration, International Migration, 2001, vol. 39, nr. 1,  doi:10.1111/1468-2435.00133, ISSN 0020-7985

- Iglicka, K., Ethnic Division on Emerging Foreign Markets During the Transition Period in Poland, Europe-Asia Studies, 2000, nr.7, doi:10.1080/713663127

- Iglicka, K., Mechanisms of Migration from Poland Before and During the Transition Period, Journal of Ethnic and Migration Studies, 2000, nr.1, doi:10.1080/136918300115642

- Iglicka, K., Are They Fellow-countrymen or Not? Migration of Ethnic Poles from Kazakhstan to Poland, International Migration Review, 1998, nr.4,JSTOR:2547669

### Exemplos de Monografias
- Iglicka, K. Poland’s Post-War Dynamic of Migration, 2001, London: Asghate, Aldershot, ISBN 0-7546-1741-6

- Iglicka, K, 2012 (com K. Gmaj e I. Bąbiak), A integração das mulheres - esposas de cidadãos polacos, os resultados e as recomendações, 2012, Varsóvia, Scholar, ISBN 978-83-7383-593-1

- Iglicka, K, 2010,  Retorno dos polacos depois de 2004. A armadilha da migração em loop, Varsóvia, Scholar, 2010, ISBN 978-83-7383-393-7

- Iglicka, K, Contrastes das Migrações polacas. Dimensão transatlântica, Varsóvia, Scholar, 2008, ISBN 978-83-7383-318-0

- Iglicka, K., Análise do comportamento migratório em determinadas regiões da Polónia, 1975-1994, 1998, SGH, ISSN 0867-7727

- Iglicka, K., Alterações da fertilidade territorial na Polónia nos anos 1931-1988, 1994, ISSN 0867-7727

- Iglicka, K. (red), (com F.E.I. Hamilton), From Homogeneity to Multiculturalism. 2000, Minorites Old and New in Poland. London, SSEES, UCL,  ISBN 0-903425-53-X.

- Iglicka, K. (com  K. Sword), (red),  The Challenge of East-West Migration for Poland, 1999, London-New York: Macmillan, ISBN 0-312-21423-5